# Sinagoga Mare din Roma

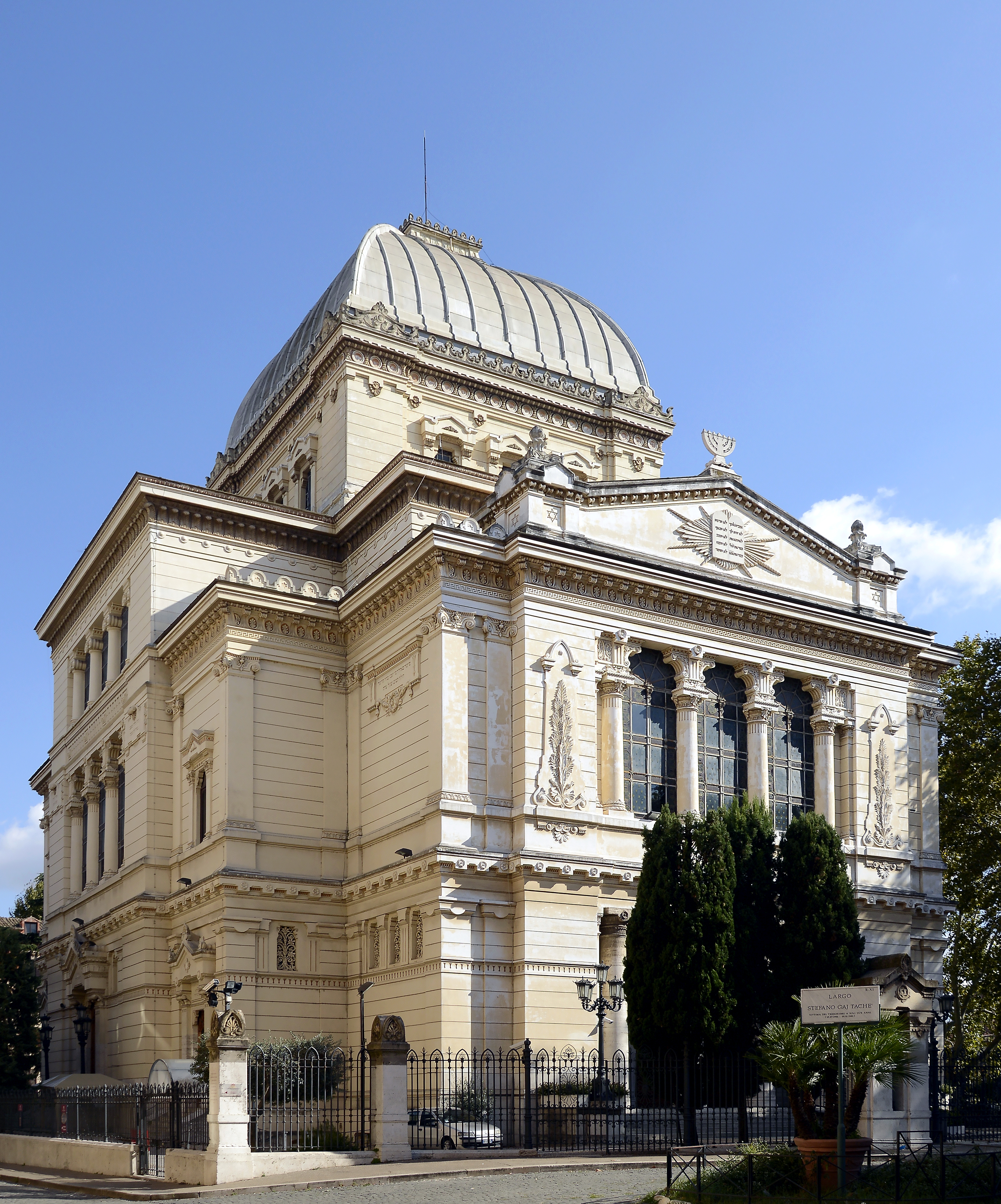
Sinagoga Mare din Roma.

Sinagoga Mare din Roma (în italiană: Tempio Maggiore di Roma) este un lăcaș de cult evreiesc din Roma, Italia. Clădirea a fost construită între anii 1901-1904 și dată în folosință în 1904.